# Kennzeichen (Recht)
Unter Kennzeichen versteht man im Kennzeichenrecht Marken, Unternehmenskennzeichen, Werktitel und geografische Herkunftsbezeichnungen.

## Allgemeines
Kennzeichen gehören wie Gebrauchsmuster, Patente oder Wettbewerbsrechte zu den Immaterialgütern, die wie das Eigentum an Sachen einem absoluten Rechtsschutz unterliegen. Dieser gewerbliche Rechtsschutz für Immaterialgüter umfasst das ausschließliche Nutzungsrecht des Rechtsinhabers auf alleinige Nutzung (Ausschließlichkeitsrecht), aus dem das Verbot gegenüber Dritten resultiert, ohne die Zustimmung des Rechtsinhabers diese Rechte nicht nutzen zu dürfen. Der Rechtsinhaber besitzt bei Wiederholungsgefahr einen Unterlassungsanspruch gegen den Verletzer, den er durch Unterlassungsklage durchsetzen kann. 
Zu den Kennzeichen gehören insbesondere Marken, Unternehmensbezeichnungen, Werktitel und geografische Herkunftsbezeichnungen. Erst durch Kennzeichen wird der Geschäftsverkehr in die Lage versetzt, Produkte, Dienstleistungen oder Unternehmen voneinander zu unterscheiden. Kennzeichen erfüllen eine Qualitätsfunktion, durch die der Verbraucher eine gleichbleibende Produktqualität/Dienstleistungsqualität erwarten darf, sowie eine Kommunikations-, Investitions- und Werbefunktion.

## Rechtsfragen
Unter dem Rechtsbegriff „Kennzeichen“ sind Marken, geschäftliche Bezeichnungen und geografische Herkunftsangaben zu verstehen, das ergibt sich auch aus der abschließenden Aufzählung in § 1 Abs. 1 MarkenG. Nach der zentralen Schutzvorschrift des § 3 Abs. 1 MarkenG sind alle Zeichen, insbesondere Wörter einschließlich Personennamen, Abbildungen, Buchstaben, Zahlen, Gesten, Klänge, dreidimensionale Gestaltungen einschließlich der Form einer Ware oder ihrer Verpackung oder sonstige Aufmachungen einschließlich Farben und Farbzusammenstellungen, unter Rechtsschutz gestellt, die geeignet sind, Waren oder Dienstleistungen eines Unternehmens von denjenigen anderer Unternehmen zu unterscheiden. 
Der Rechtsschutz beginnt gemäß § 4 MarkenG mit der Eintragung in das Markenregister. Rechtsinhaber können nach § 7 MarkenG natürliche Personen, juristische Personen oder Personengesellschaften sein. Der Unterlassungsanspruch gegen Verletzer ergibt sich aus § 14 Abs. 5 MarkenG. Ist eine Marke im Markenregister gemäß § 33 MarkenG eingetragen, darf sie vom Markeninhaber mit dem Symbol „®“ (von englisch Registered Trade Mark, „eingetragene Handelsmarke“) neben der Marke gekennzeichnet werden. Die Schutzdauer einer eingetragenen Marke endet nach zehn Jahren (§ 47 Abs. 1 MarkenG), sie kann um jeweils zehn Jahre mehrfach verlängert werden.
Erweckt die Wiedergabe einer eingetragenen Marke in einem Wörterbuch, einem Lexikon oder einem ähnlichen Nachschlagewerk den Eindruck, dass es sich bei der Marke um eine Gattungsbezeichnung für die Waren oder Dienstleistungen handelt, für die die Marke eingetragen ist, kann der Inhaber der Marke vom Verleger des Werkes gemäß § 16 Abs. 1 MarkenG verlangen, dass der Wiedergabe der Marke ein Hinweis beigefügt wird, dass es sich um eine eingetragene Marke handelt. Diese Bestimmung erlaubt generell implizit die lexikalische Verwendung eingetragener Marken, verlangt jedoch international den Hinweis „®“. Diese Bestimmung trifft auch auf Wikipedia zu, so dass der Hinweis auf geschützte Marken in den Artikeln erforderlich ist. 

## Arten
Gemäß § 5 MarkenG werden auch Unternehmenskennzeichen und Werktitel als geschäftliche Bezeichnungen geschützt. Dabei gelten als Unternehmenskennzeichen jene Zeichen, die im geschäftlichen Verkehr als Name, als Firma oder als besondere Bezeichnung eines Geschäftsbetriebs oder eines Unternehmens benutzt werden. Werktitel sind die Namen oder besonderen Bezeichnungen von Buchtiteln, Bühnenwerken, Druckschriften, Filmtiteln, Musiktiteln oder sonstigen vergleichbaren Werken. Es gibt auch Herstellermarken für Waren (beispielsweise Persil®) und Dienstleistungsmarken für Dienstleistungen (beispielsweise Sparkasse®). Als Kennzeichen gilt auch das Logo, das rechtlich stets als Wort-Bild-Marke, einer Kombination aus Wort- und Bildmarke, besteht. Ansonsten handelt es sich um ein Signet (Bildmarke) oder um eine reine Wortmarke.
Zudem gelten auch im Internet alle Domains oder E-Mail-Adressen als schutzfähige Kennzeichen. Die Domain unterliegt dem MarkenG, wenn sie ein markenrechtlich geschütztes Kennzeichen in Form eines Unternehmenskennzeichens, einer Marke oder eines Werktitels darstellt. Der Markenschutz zu Gunsten einer Domain entsteht bei noch nicht eingetragener Marke durch Benutzung der Domain im Geschäftsverkehr und wenn der Domainname als Marke Verkehrsgeltung erlangt hat. Hat beim Domaingrabbing jemand eine Domain für sich eintragen lassen, aber im Geschäftsverkehr noch nicht benutzt, so kann der Freigabeanspruch von einem widersprechenden Dritten gemäß § 15 BGB auf das Namensrecht gestützt werden, weil ein Fall der unberechtigten Namensanmaßung nach § 12 Satz 1 Fall 2 BGB vorliegt. Im Fall ging es um den Saarländischen Rundfunk mit seiner eingetragenen Wortmarke „SR®“, dessen entsprechende Domain „sr.de“ für jemand anderem bei der DENIC eG reserviert war. Der BGH gab dem Saarländischen Rundfunk im November 2013 Recht und sprach ihm einen Anspruch auf Einwilligung in die Löschung zu. Vom Markenrecht werden auch E-Mail-Adressen erfasst, die eine geschützte Marke nach § 4 MarkenG in der Absenderkennung enthalten. Deshalb darf der Inhaber einer E-Mail-Adresse, die eine geschützte Marke in der Absenderkennung enthält, Dritten die Benutzung untersagen.

## Typische Beispiele

Markenzeichen der ARD

Oft werden Zeichen erst durch künstlerische Gestaltung (Schriftart, Schriftgrad, Schriftfarbe) zu schutzfähigen Kennzeichen, weil sie durch diese Individualisierung unverwechselbar geworden sind. 
Die Buchstabenfolge „ARD“ beispielsweise gilt zunächst als frei verwendbares Zeichen. Ist sie jedoch geeignet, Dienstleistungen eines Unternehmens (hier der ARD®) von denjenigen anderer Unternehmen zu unterscheiden und wurde sie deshalb in das Markenregister eingetragen, gilt sie – im Falle der ARD – als geschützte Dachmarke. Die mit verwendete Zahl „1“ besitzt aufgrund ihrer spezifischen grafischen Gestaltung seit März 1993 Markenschutz und wird seit April 1993 als Quellenkennung benutzt. Das Bayer-Kreuz® weist eine noch größere Schöpfungshöhe auf, weil sich der in einem Kreis befindliche Firmenname „Bayer“ beim Buchstaben „y“ kreuzt und damit unverwechselbar wird. Der charakteristische Schriftzug wurde erstmals am 6. Januar 1904 unter dem Aktenzeichen F 4777 und der laufenden Nummer 65777 in die Zeichenrolle des Kaiserlichen Patentamts eingetragen und gehört zu den ältesten und bekanntesten Symbolen.

## Ordnungswidrigkeitenrecht
Die unbefugte Benutzung von Wappen des Bundes oder eines Landes oder des Bundesadlers, der Dienstflagge des Bundes oder eines Landes oder des Wahrzeichens des roten Kreuzes auf weißem Grund oder die Bezeichnung „Rotes Kreuz“ oder des Wappens der Schweizerischen Eidgenossenschaft ist gemäß § 124 Abs. 1 OWiG eine Ordnungswidrigkeit, die mit einer Geldbuße geahndet werden kann. Die Parallelvorschrift des § 145 MarkenG behandelt darüber hinaus als Ordnungswidrigkeit, wenn jemand im geschäftlichen Verkehr widerrechtlich in identischer oder nachgeahmter Form ein Wappen, eine Flagge oder ein anderes staatliches Hoheitszeichen oder ein Wappen eines inländischen Ortes oder eines inländischen Gemeinde- oder weiteren Kommunalverbandes, ein amtliches Prüf- oder Gewährzeichen oder ein Kennzeichen, ein Siegel oder eine Bezeichnung zur Kennzeichnung von Waren oder Dienstleistungen benutzt.

## Strafrecht
Neben einem nebenstrafrechtlichen Schutz vor unbefugter Verwendung kann die Verwendung eines Kennzeichens auch von sich aus unter Strafe stehen, z. B. ist die Verwendung von Kennzeichen verfassungsfeindlicher und terroristischer Organisationen nach dem Recht Deutschlands in § 86a StGB unter Strafe gestellt.

## Rechtsfolgen
Durch das dem Rechtsinhaber zustehende Ausschließlichkeitsrecht schließt er Dritte von der Nutzung seiner Kennzeichen aus. Wer ein geschütztes Kennzeichen im geschäftlichen Verkehr verwenden will, benötigt gemäß § 14 Abs. 2 MarkenG die Zustimmung des Rechtsinhabers. Jeder, der gegen dieses Ausschließlichkeitsrecht verstößt, gilt als Verletzer. Der Verletzer wird gemäß § 143 MarkenG bei widerrechtlicher Nutzung mit Freiheitsstrafe bis zu drei Jahren oder mit Geldstrafe bestraft. Der Rechtsinhaber besitzt gegen den Verletzer einen Anspruch auf Unterlassung und Löschung gemäß § 50 Abs. 1 MarkenG. 

## International
Kennzeichenrechte sind territorial gebundene Rechte, die den Rechtsinhaber nur in jenem Staat schützen, für dessen Hoheitsgebiet sie erworben wurden etwa durch Eintragung in einem nationalen Kennzeichenregister oder durch Benutzungsaufnahme im jeweiligen Staat. Auf internationaler Ebene existieren seit 1883 die Pariser Verbandsübereinkunft (PVÜ), in der wesentlich einheitliche Regeln für Patente und Handelsmarken vereinbart sind und seit 1891 das Madrider Abkommen (MMA), das Vereinbarungen über die internationale Registrierung von nationalen Marken trifft. Nach dem „Madrider System“, benannt nach dem Madrider Abkommen und dem Protokoll zum Madrider Abkommen, können international registrierte Marken (IR-Marken) erlangt werden. Die dafür zuständige Weltorganisation für Geistiges Eigentum (WIPO) in Genf erteilt dabei ein Bündel von IR-Marken, die in ihrem Schutzumfang den nationalen Marken gleichstehen.
In Österreich soll das Markenschutzgesetz (MarkenSchG) verhindern, dass ähnliche Kennzeichnungen zur Verwechslungsgefahr beitragen. Schutzfähige Marken müssen Zeichen sein, die sich grafisch darstellen lassen (§ 1 MarkenSchG). Eine Marke kann für zehn Jahre geschützt werden, eine Verlängerung ist möglich (§ 19 MarkenSchG). Verschiedene Gesetze schützen etwa den Namen (§ 43 ABGB) oder die Firma (§ 19 Abs. 1 UGB), insbesondere auch § 19 UGB, die Geschäftsbezeichnung (§ 9 UWG), Marken (§ 1 MarkenSchG), Ausstattung (§ 9 Abs. 3 MarkenschG) oder Titel (§ 80 UrhG). Bei einer Kollision hat nach dem Prioritätsprinzip das zeitlich ältere Recht Vorrang, was durch Eintragung im Markenregister nachzuweisen ist. 
Die Schweiz ist Mitglied des Madrider Markenschutzabkommens und des Protokolls zum Madrider Markenschutzabkommen. Gemäß Art. 1 MSchG ist die Marke ein Zeichen, das geeignet ist, Waren oder Dienstleistungen eines Unternehmens von solchen anderen Unternehmen zu unterscheiden. Art. 2 MSchG schließt vom Markenschutz insbesondere Zeichen aus, die Gemeingut sind, es sei denn, dass sie sich als Marke für die Waren oder Dienstleistungen durchgesetzt haben, für die sie beansprucht werden. Eine Marke kann für zehn Jahre geschützt werden, eine Verlängerung ist möglich (Art. 10 MSchG).
Im angloamerikanischen Rechtskreis gibt es eine Vorstufe mit dem Rechtsstatus der Eintragung, und zwar einerseits für Waren die Unregistered Trademark („™“) und andererseits für Dienstleistungen die Service Mark („SM“). Die gleichwertige Eintragung in beiden Rechtsgebieten von Marken ist dann die Registered Trademark, deren Zeichen das hochgestellte „R“ im Kreis ist („®“).